# Norra Sanna
Norra Sanna är en by på ett näs vid västra stranden av Klarälven med Södra Hyn i väster i Grava socken i Karlstads kommun. Från 2020 avgränsar SCB här en småort.